# Бермудес, Мартин
Мартин Бермудес Мендоса (исп. Martín Bermúdez Mendoza; род. 19 июля 1958, Turicato, Мичоакан) — мексиканский легкоатлет, специалист по спортивной ходьбе. Выступал за сборную Мексики по лёгкой атлетике в 1977—1995 годах, чемпион Панамериканских игр, победитель Кубка мира в личном и командном зачётах, чемпион Центральноамериканских и Карибских игр, участник трёх летних Олимпийских игр.

## Биография
Мартин Бермудес родился 19 июля 1958 года в муниципалитете Турикато штата Мичоакан, Мексика.
Впервые заявил о себе в лёгкой атлетике на международном уровне в сезоне 1977 года, когда вошёл в состав мексиканской сборной и выступил на Кубке мира по спортивной ходьбе в Милтон-Кинс — занял 12-е место в личном зачёте 50 км и тем самым помог соотечественникам выиграть мужской командный зачёт (Кубок Лугано).
В 1979 году в ходьбе на 50 км выиграл серебряную медаль на Панамериканских играх в Сан-Хуане, с личным рекордом 3:43:36 одержал победу на Кубке мира в Эшборне.
Благодаря череде успешных выступлений в 1980 году удостоился права защищать честь страны на летних Олимпийских играх в Москве, однако в конечном счёте сошёл здесь с дистанции 50 км, не показав никакого результата.
В 1981 году на Кубке мира в Валенсии был шестым и третьим в личном и командном зачётах соответственно.
В 1983 году завоевал серебряную награду на Панамериканских играх в Каракасе. На впервые проводившемся чемпионате мира по лёгкой атлетике в Хельсинки был дисквалифицирован за нарушение техники ходьбы. На Кубке мира в Бергене сошёл, при этом мексиканцы стали бронзовыми призёрами командного зачёта.
Принимал участие в Олимпийских играх 1984 года в Лос-Анджелесе, где во время прохождения дистанции в 50 км получил дисквалификацию.
В 1985 году отметился победой на чемпионате Центральной Америки и Карибского бассейна в Нассау.
В 1986 году победил на Панамериканском кубке в Сен-Леонаре. На Центральноамериканских и Карибских играх в Сантьяго дважды поднимался на пьедестал почёта: получил серебро в ходьбе на 20 км и завоевал золото в ходьбе на 50 км.
В 1987 году в дисциплине 50 км превзошёл всех соперников на Панамериканских играх в Индианаполисе, финишировал восьмым на Кубке мира в Нью-Йорке и пятым на чемпионате мира в Риме.
В 1988 году одержал победу на Панамериканском кубке в Мар-дель-Плате. На Олимпийских играх в Сеуле в ходьбе на 50 км показал время 3:49:22, расположившись в итоговом протоколе соревнований на 15-й строке.
В 1989 году стал четвёртым на Кубке мира в Оспиталете, выиграл центральноамериканский и карибский чемпионат в Сан-Хуане.
В 1990 году был лучшим на Панамериканском кубке в Халапе, сошёл с дистанции на домашних Центральноамериканских и Карибских играх в Мехико.
На Кубке мира 1991 года в Сан-Хосе пришёл к финишу 11-м, став бронзовым призёром командного зачёта. На чемпионате мира в Токио так же показал 11-й результат.
В 1993 году занял 11-е место на Кубке мира в Монтеррее, выиграл командный зачёт 50 км и Кубок Лугано.
На Кубке мира 1995 года в Пекине сошёл с дистанции в 50 км, не показав результата.